# Imantocera mindanaonis
Imantocera mindanaonis är en skalbaggsart som beskrevs av Stefan von Breuning 1980. Imantocera mindanaonis ingår i släktet Imantocera och familjen långhorningar.
Artens utbredningsområde är Filippinerna. Inga underarter finns listade i Catalogue of Life.